# Министр иностранных дел
Мини́стр иностра́нных дел — должностное лицо, возглавляющее внешнеполитическое ведомство государства, в ранге министра. Является членом правительства (кабинета министров, совета министров и т. д.). Одна из важнейших должностей в правительстве, иногда второе лицо в кабинете.
Традиционно должность называется следующим образом — министр иностранных дел. Однако есть и исключения: в США эта должность носит название государственный секретарь (госсекретарь). В Великобритании — министр (государственный секретарь) по иностранным делам и делам Содружества. В некоторых странах: министр внешних сношений, министр внешних связей, министр международных дел, министр иностранных дел и торговли, государственный секретарь по иностранным делам и т. д. Во многих странах Латинской Америки министр иностранных дел называется canciller (то есть канцлером).

## История
Пост главы внешнеполитического ведомства появился почти с появлением государства и дипломатии. Называлась должность по-разному. Одно из распространённых названий — начальник канцелярии. В эпоху Средневековья — канцлер, хотя это должность скорее соответствовала должности министра юстиции. В Византии должность главы внешнеполитического ведомства называлась «магистр оффици».
В XVI веке во Франции была создана должность государственного секретаря по иностранным делам, которая стала прообразом должности министра иностранных дел. В XVII веке человек получал должность государственного секретаря по иностранным делам, а через некоторое время становился Государственным министром. Однако бывали и исключения. В XVIII веке за этим постом окончательно утвердилось это название.
В Ватикане пост министра иностранных дел называется секретарь по отношениям с государствами Государственного Секретариата Ватикана.
В России министр иностранных дел появился в 1802 с образованием министерств.

## Списки министров иностранных дел по странам

### Австралия и Океания
- Австралия: Министры иностранных дел;
- Вануату: Министры иностранных дел
- Кирибати: Министры иностранных дел
- Маршалловы Острова: Министры иностранных дел
- Микронезия: Министры иностранных дел
- Науру: Министры иностранных дел
- Новая Зеландия: Министры иностранных дел
- Палау: Министры иностранных дел
- Папуа — Новая Гвинея: Министры иностранных дел
- Самоа: Министры иностранных дел
- Соломоновы Острова: Министры иностранных дел
- Тонга: Министры иностранных дел
- Тувалу: Министры иностранных дел
- Фиджи: Министры иностранных дел.

### Азия
- Абхазия: Министры иностранных дел;
- Азербайджан[1]: Министры иностранных дел;
- Армения: Министры иностранных дел;
- Бангладеш: Министры иностранных дел;
- Бутан: Министры иностранных дел;
- Вьетнам: Министры иностранных дел;
- Грузия[1]: Министры иностранных дел;
- Израиль: Министры иностранных дел;
- Индия: Министры иностранных дел;
- Казахстан[2]: Министры иностранных дел;
- Кипр: Министры иностранных дел;
- Китай: Министры иностранных дел;
- Туркменистан: Министры иностранных дел;
- Турция[3]: Министры иностранных дел;
- Шри-Ланка: Министры иностранных дел;
- Япония: Министры иностранных дел.

### Африка
- Ангола: Министры иностранных дел;
- Габон: Министры иностранных дел;
- Гана: Министры иностранных дел;
- Гвинея: Министры иностранных дел;
- Ливия: Министры иностранных дел
- Сьерра-Леоне: Министры иностранных дел;
- Тунис: Министры иностранных дел;
- ЮАР: Министры иностранных дел;

### Европа
- Австрия: Министры иностранных дел;
- Албания: Министры иностранных дел;
- Андорра: Министры иностранных дел;
- Белоруссия: Министры иностранных дел;
- Бельгия: Министры иностранных дел;
- Болгария: Министры иностранных дел;
- Босния и Герцеговина: Министры иностранных дел;
- Ватикан: Секретари по отношениям с государствами;
- Великобритания: Министры иностранных дел;
- Венгрия: Министры иностранных дел;
- Германия: Министры иностранных дел;
- Греция: Министры иностранных дел;
- Дания: Министры иностранных дел;
- Ирландия: Министры иностранных дел;
- Исландия: Министры иностранных дел;
- Испания: Министры иностранных дел;
- Италия: Министры иностранных дел;
- Латвия: Министры иностранных дел;
- Литва: Министры иностранных дел;
- Лихтенштейн: Министры иностранных дел;
- Люксембург: Министры иностранных дел;
- Мальта: Министры иностранных дел;
- Северная Македония: Министры иностранных дел;
- Молдова: Министры иностранных дел;
- Монако: Министры иностранных дел;
- Нидерланды: Министры иностранных дел;
- Норвегия: Министры иностранных дел;
- Польша: Министры иностранных дел;
- Португалия: Министры иностранных дел;
- Россия[4]: Министры иностранных дел;
- Румыния: Министры иностранных дел;
- Сан-Марино: Министры иностранных дел;
- Сербия: Министры иностранных дел;
- Словакия: Министры иностранных дел;
- Словения: Министры иностранных дел;
- Украина: Министры иностранных дел;
- Финляндия: Министры иностранных дел;
- Франция: Министры иностранных дел;
- Хорватия: Министры иностранных дел;
- Черногория: Министры иностранных дел;
- Чехия: Министры иностранных дел;
- Швейцария: Министры иностранных дел;
- Швеция: Министры иностранных дел;
- Эстония: Министры иностранных дел;
- ПМР: Министры иностранных дел;

### Северная Америка
- Канада: Министры иностранных дел;
- Куба: Министры иностранных дел;
- Мексика: Министры иностранных дел;
- США: Государственные секретари.

### Южная Америка
- Аргентина: Министры иностранных дел;
- Уругвай: Министры иностранных дел;
- Чили: Министры иностранных дел;

## Министры иностранных дел уже не существующих государств
- ,  Австрийская империя, Австро-Венгрия: Министры иностранных дел;
- ГДР: Министры иностранных дел;
- СССР: Министры иностранных дел;
- Чехословакия: Министры иностранных дел;
- Югославия: Министры иностранных дел.